# 浩劫殘陽
浩劫殘陽是龍與地下城的一個戰役設定。
設定的舞台是一個乾旱的世界Athas，Athas原本是一個富饒的藍色海洋行星，但是失控的魔法將其生命力奪去，使它變成一個烈陽燒炙著被諸神遺棄缺乏水與希望的大地。
另一個Athas的特色是沒有高大的山脈並且極度缺乏金屬和岩石，因此木材、黑曜岩和骨頭為其世界武器、工具和建材的主要原料。

## 獨特的設定

### 起始狀態
因為此設定是與其它高級龍與地下城設定明顯嚴苛許多的世界，所以玩家角色通常是由三級開始遊戲，而屬性範圍是4-24（通常是3-18），大部分的角色亦擁有一定程度的心靈超能力(psion)的天賦。

### 種族
種族包括了許多混血半人種族，如混血巨人、Mul（混血Dwarf），另外還有巨大的昆蟲種族thri-kreen（螳螂人）及Aarakocra一種有翼鳥人，甚至通常的龍與地下城種族也有極大的不同，如大部分半身人(halfling)在浩劫殘陽中是兇殘的食人族。

### 魔法系統
心靈超能力在Athas為高度發展甚至連動物也有，每一個個體在出生即具有一個或兩個的野性的天賦(wild talent)。
教導心靈超能力的學院存在，並且由龍王(dragon kings)維持並為其所用。
Defiler:一種巫師的變體在浩劫殘陽，他們使用的魔法能源是由吸收週遭的生命力而來，這使他們快速得到大量的法力，但是過度的使用讓整各星球變成現在的荒蕪景象。
各獨立城市邦的統治者為神王(God-Kings)（在許多案例中為龍），教士們崇拜這些神王並以其作為他們法力的來源。

## 相关周边

### 小说
浩劫残阳的小说相对于异度风景或魔法船来说要多上不少，但和被遗忘的国度或龙枪比起来并不很多，不过整体水平都比较高，没有什么所谓“垃圾作品”。
官方出版的十三本小说被分为《阿塔斯历代记》、《一人部落》和《五棱镜》三个系列。
《阿塔斯历代记》系列中的五本书并没有一个连续的主线，其中最受好评的是Lynn Abbey所著的《龙王兴衰录》和Simon Hawke所著的《断刃》。《龙王兴衰录》记录了Urik巫王Hamanu戏剧性的人生历程，而《断刃》则是《一人部落》系列的作者Simon Hawke的力作，主角也是《一人部落》系列中广受欢迎的奇特主角Sorak。

《一人部落》三部曲是一部有争议的畅销作品，主角Sorak小时候因为是混血儿所以被驱逐到沙漠中等死，一个德鲁伊救了他并抚养他长大。他接受了德鲁伊与自然共生的处世之道，但早年在沙漠中受苦的记忆一片片地撕裂着他的人格，最后，他变成了一个“一人部落”，不同的人格在他的身体中存在，不同的声音在他的头脑中回响。为了平息自己内在的冲突，他请求去完成寻找传说中贤者的任务，但巫王Nibenay却也计划借他之手致贤者于死地。
《五棱镜》系列小说是由TroyDenning创作，作为浩劫残阳背景设定的作品。整套小说分为五部，分别是：《翠绿道路》、《深红军团》、《琥珀女巫》、《黑曜神龛》和《蔚蓝风暴》，围绕着提尔的自由革命和新领导人Tithian展开，颇受好评。

#### 书目列表
- 阿塔斯历代记 Chronicles of Athas

1. The Brazen Gambit (1994) by Lynn Abbey
2. The Darkness before the Dawn (1995) by Ryan Hughes
3. The Broken Blade (1995) by Simon Hawke
4. Cinnabar Shadows (1995) by Lynn Abbey
5. The Rise and Fall of a Dragon King (1996) by Lynn Abbey

- 五棱镜 Prism Pentad

1. The Verdant Passage (1991)
2. The Crimson Legion (1992)
3. The Amber Enchantress (1992)
4. The Obsidian Oracle (1993)
5. The Cerulean Storm (1993)

- 一人部落 Tribe of One

1. The Outcast (1993)
2. The Seeker (1994)
3. The Nomad (1994)

## 中国现况
由于浩劫残阳本身就属于冷门设定，故其中文资料少之又少，基本都集中在特珞的浩劫残阳版。

这也是目前国内唯一一家专门讨论浩劫残阳世界设定与小说翻译的论坛版块。